# Маломерна риба
Маломерните риби (Selene dorsalis) са вид актиноптери от семейство Сафридови (Carangidae).
Те са незастрашен вид.
Таксонът е описан за пръв път от Тиъдър Гил през 1863 година.